# جاده مالهالند (فیلم)
جاده مالهالند (به انگلیسی: Mulholland Drive) فیلمی در ژانر نئو نوآر و معمایی محصول سال ۲۰۰۱ کشور ایالات متحده است. نویسنده و کارگردان این اثر دیوید لینچ بوده که در این فیلم عناصر فراواقع‌گرایی را به تصویر می‌کشد. بازیگران این فیلم نیز عبارتند از جاستین ثرو، نائومی واتس، لورا هرینگ، ان میلر، و رابرت فورستر. این فیلم مورد تحسین فراوان منتقدین قرار گرفت و علاوه بر نامزدی بهترین کارگردان از آکادمی اسکار جایزه بهترین کارگردان را از جشنواره کن برای لینچ به ارمغان آورد. این فیلم در کنار فیلم‌های مخمل آبی (۱۹۸۶) و کله‌پاک‌کن (۱۹۷۷) جزو آثار مطرح لینچ است.

## داستان
داستان این فیلم به صورت پیوسته نمی‌باشد به طوری که داستان این فیلم در چند وهله اتفاق می‌افتد.
زنی سیاه موی (لورا النا هرینگ) که در اثر تصادفی مجروح شده به‌طور پنهانی به خانه پیرزنی که در حال رفتن به مسافرت است وارد می‌شود.

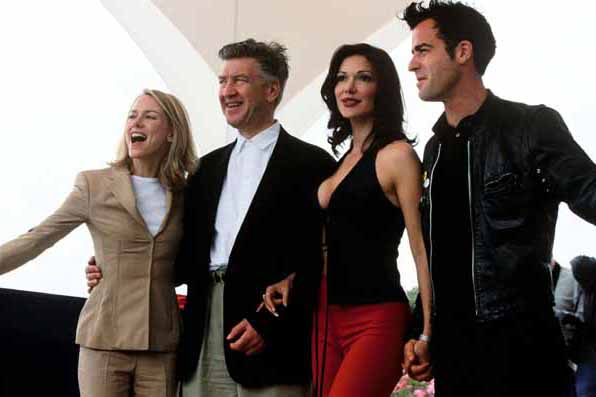
کارگردان به همراه بازیگران فیلم در جشنواره فیلم کن ۲۰۰۱

هنرپیشه جوان و بلند پروازی به نام بتی (نائومی واتس) که برای بازی در هالیوود از کانادا به لس آنجلس آمده هنگام ورود به خانه خاله اش که برای ضبط فیلمی به کانادا رفته با زن سیاه مو روبرو می‌شود. زن سیاه مو که حافظه خود را در اثر تصادف از دست داده در اثر دیدن پوستر فیلم گیلدا (۱۹۴۶) که در بالای آینه قرار دارد خود را به اسم هنرپیشه اصلی یعنی ریتا معرفی می‌کند. بتی تصمیم می‌گیرد به ریتا برای بازگشت حافظه اش کمک کند و به همین منظور سراغ کیف دستی ریتا می‌رود و مبلغ قابل توجهی پول به همراه یک کلید نامتعارف آبی رنگ پیدا می‌کند.
پسری داخل یک رستوران به اسم وینکی، داستان کابوسی هولناک را که شب قبل دیده را برای هم میزی خود تعریف می‌کند. هنگامی که این دو برای وارسی پشت رستورانی که پسر در خواب دیده می‌روند در اثر مشاهده موجودی هولناک پسر از ترس جان می‌دهد.
یک قاتل دست و پا چلفتی پس از دزدیدن کتابی پر از شماره تلفن و قتل سه نفر فرار می‌کند.
کارگردانی هالیوودی به نام ادام کشر (جاستین ثرو) در ملاقاتی که با تهیه‌کنندگان فیلمش دارد از طرف آن‌ها تحت فشار قرار می‌گیرد که از هنرپیشهٔ زن گمنامی به نام کامیلا رودس در نقش اول فیلمش استفاده کند ولی پس از امتناع؛ وی از کارگردانی اثر بر کنار می‌شود. هنگامی که کشر به خانه بر می‌گردد می‌بیند که همسر وی در حال معاشقه با یک مرد غریبه می‌باشد پس از یک درگیری مضحک، کشر خانه را ترک می‌کند و بعداً در اثر تماس منشی دفترش متوجه می‌شود حساب بانکیش مسدود شده و عملاً ورشکست شده. منشی کشر همچنین به وی می‌گوید مردی به اسم کابوی تقاضای ملاقات با وی را دارد که کشر قبول می‌کند و برای ملاقات با وی به یک اصطبل می‌رود. کابوی به کشر توصیه می‌کند بازی کامیلا را در فیلمش قبول کند.
ریتا در اثر دیدن گارسونی به اسم دیانا در رستوران وینکی، اسم دایان سیلوین را به خاطر می‌آورد ولی هنوز مطمئن نیست که این اسم، اسم خودش است یا فرد دیگر، به همین منظور به همراه بتی شماره وی را در دفترچه تلفن پیدا می‌کنند و با وی تماس می‌گیرند ولی کسی پاسخ نمی‌دهد.
بتی برای تست بازی می‌رود و پس از نمایشی خیره‌کننده مسئول انتخاب بازیگر وی را به محل ضبط فیلمی به اسم «داستان سیلویا نورث» به کارگردانی آدام کشر می‌برد. هنگامی که کامیلا رودز تست می‌دهد آدام طبق توصیه کابوی رفتار می‌کند و می‌گوید «این خودشه». بتی پیش از ملاقات ادام به علت قراری که با ریتا دارد محل را ترک می‌کند.
بتی و ریتا به خانه دایان سیلوین می‌روند و پس از این که کسی در را باز نمی‌کند از پنجره وارد خانه می‌شوند و داخل اتاق خواب با جنازه فردی که چند روز است فوت شده مواجه می‌شوند. هنگام بازگشت به آپارتمان برای این که ریتا بسیار ترسیده بود توسط کلاه گیسی که بتی به او می‌دهد تغییر قیافه می‌دهد. آن شب بتی و ریتا تا ساعت ۲ صبح می‌خوابند در این هنگام در اثر اصرار ریتا آن دو به باشگاه سکوت می‌روند. مجری صحنه به چند زبان می‌گوید «همه چیز فریب است». در همین هنگام بتی داخل کیفش یک جعبه آبی پیدا می‌کند که با کلیدی که در کیف ریتا پیدا کردند به هم می‌خورند هنگامی که در جعبه را می‌گشایند بتی ناپدید می‌شود وریتا به زمین می‌افتد.
کابوی در پاشنه در دایان سیلوین ایستاده و به وی می‌گوید «خوشگله وقتش بیدار شی» دایان بیدار می‌شود چهره دایان دقیقاً شبیه بتی می‌باشد. بتی که در اثر دادن نقشی که وی دوست داشت به کامیلا رودز، شدیداً افسرده می‌باشد توسط کامیلا به مهمانی در خانه آدام کشر که در جاده مالهالند قرار دارد دعوت می‌شود. دقیقاً در محلی که در صحنه اول فیلم تصادف ریتا اتفاق افتاد لیموزین توقف کرده و کامیلا به دایان پیشنهاد می‌دهد از یک راه میانبر به خانه ادام بروند که وی نیز قبول می‌کند. ادام که یک کارگردان مطرح و متمول هالیوودی می‌باشد و عاشق کامیلا است. در هنگام شام، دایان داستان آمدنش به هالیوود و آشنایی با کامیلا را تعریف می‌کند. در همین هنگام یک زن دیگر حاضر در مهمانی کامیلا را می‌بوسد و به دایان لبخند می‌زند. در پایان مهمانی ادام می‌گوید که قصد دارد که با کامیلا ازدواج کند که این مسئله خاطر دایان را که عاشق کامیلا می‌باشد می‌آزارد به طوری که وی یک قاتل حرفه‌ای را در رستوران ویکی ملاقات و اجیر می‌کند تا کامیلا را به قتل برساند قاتل به دایان می‌گوید پس از انجام مأموریت وی یک کلید آبی پیدا می‌کند.
پس از کشتن کامیلا، دایان شدیداً عذاب وجدان می‌گیرد و در حالت توهم پیرزن و پیرمردی که در فرودگاه با آن‌ها خداحافظی می‌کند را به صورت دو آدمک از جعبه آبی بیرون آمده و دایان را تعقیب می‌کنند دایان از داخل کشوی اتاق خوابش یک اسلحه درآورده و خودکشی می‌کند.

## جوایز
- جایزه بهترین کارگردانی از جشنواره فیلم کن، به همراه برادران کوئن